# Montreuil (Vendeia)
Montreuil é uma comuna francesa na região administrativa da Pays de la Loire, no departamento de Vendéia. Estende-se por uma área de 12,03 km². Em 2010 a comuna tinha 828 habitantes (densidade: 68,8 hab./km²).